# هنري ميلر (سياسي)
هنري ميلر (بالإنجليزية: Henry Miller)‏ هو مجدف وفلاح وسياسي نيوزلندي، ولد في 9 سبتمبر 1830، وتوفي في 6 فبراير 1918. حزبياً، نشط في مستقل.